# William Gilson Farlow
William Gilson Farlow (Boston, 17 de diciembre de 1844 - 3 de junio de 1919) fue un botánico, micólogo, y ficólogo estadounidense.
Realizó sus estudios en Harvard obteniendo un Bachelor of Arts en 1866, un Master of Arts en 1869, y un doctorado en medicina en 1870 y otro de derecho en 1896.
Estudia Botánica en Europa duranta varios años. Y obtiene un doctorado en la Universidad de Glasgow en 1901 y en la Universidad de Wisconsin en 1904, y un ´ltimo doctorado en la Universidad de Upsala en 1907.
Fue asistente de Asa Gray (1810-1888) de 1874 a 1879 en la Universidad de Harvard, y luego profesor de criptógamas a partir de 1879.

## Honores
Fue vicepresidente de la American Association for the Advancement of Science en 1887 y en 1898, y presidente en 1905. Y fue miembro de diversas sociedades científicas.

### Eponimia
Peces
- (Loricariidae) Farlowella Eigenmann & Eigenmann, 1889

## Algunas publicaciones
- The Gymnosporangia or Cedar
- Apples of the Unites States, 1880
- Marine Algae of New England, 1881
- The Potato Rot, A Provisional Bibliographical Index of North American Fungi. 3 vols., 1888-1891
- Bibliographical Index of North American Fungi, 1905

- La abreviatura «Farl.» se emplea para indicar a William Gilson Farlow como autoridad en la descripción y clasificación científica de los vegetales.[1]